# 1.º Prêmio Jabuti
O 1º Prêmio Jabuti foi um evento organizado pela Câmara Brasileira do Livro (CBL) com o propósito de premiar o melhor da produção literária brasileira de 1958 em diferentes categorias.

## História
As discussões sobre a criação do Prêmio Jabuti começaram em 1958 pelo então presidente da CBL Edgard Cavalheiro. O nome do prêmio  foi escolhido para representar a cultura popular brasileira, sendo o jabuti um animal presente no imaginário da cultura indígena e também em obras de autores brasileiros como Monteiro Lobato.
Ainda no final de 1958, foi lançado um concurso para escolher a estatueta que representaria o prêmio, do qual participaram 33 concorrentes, tendo sido vencedora a proposta do escultor Bernardo Cid de Souza Pinto, que trazia um jabuti com as letras do alfabeto em sua carapaça. A estatueta passou a ser usada oficialmente como troféu desde então.
O regulamento do Prêmio Jabuti foi divulgado em maio de 1959, consistindo de cinco artigos que definiam a entrega, em caráter simbólico, da estatueta de bronze para escritores, ilustradores, jornalistas, gráficos, editores e livreiros. Além de prêmios para autores (distribuídos em romance, novela, conto, poesia, ensaio, história literária e literatura infantil, além de melhor capa e melhor ilustração), também foram definidos prêmios para gráfico, editor, livreiro, além do autor da melhor reportagem abordando temas ligados ao livro e à personalidade literária com a melhor contribuição à difusão do livro e da cultura
A cerimônia de entrega dos troféus ocorreu em 25 de novembro de 1959 no auditório da Câmara Brasileira do Livro, em São Paulo. Durante o evento, foi ainda divulgado um concurso literário para novos autores, com prêmios em dinheiro e a possibilidade de ter seu original publicado.

## Prêmios
Os premiados foram:
| Categoria                      | Vencedores                                             | Obra                                                                      |
| ------------------------------ | ------------------------------------------------------ | ------------------------------------------------------------------------- |
| Capa                           | Aldemir Martins                                        | História do Modernismo Brasileiro: Antecedentes da Semana de Arte Moderna |
| Contos                         | Jorge Medauar                                          | Água Preta                                                                |
| Editor do Ano                  | Saraiva S.A.                                           | Saraiva S.A.                                                              |
| Ensaios                        | Associação dos Geógrafos Brasileiros (Seção São Paulo) | A Cidade de São Paulo: Estudos de Geografia Urbana                        |
| Gráfico do Ano                 | Empresa Gráfica "Revista dos Tribunais"                | Bruno Di Tolla                                                            |
| História literária             | Mário da Silva Brito                                   | História do Modernismo Brasileiro: Antecedentes da Semana de Arte Moderna |
| Ilustração                     | Carlos Bastos                                          | A Cidade de Salvador                                                      |
| Imprensa                       | Almiro Rolmes Barbosa                                  | Almiro Rolmes Barbosa                                                     |
| Literatura infantil            | Renato Sêneca Fleury                                   | Proezas na Roça                                                           |
| Livreiro do Ano                | Carlos Ribeiro                                         | Carlos Ribeiro                                                            |
| Novela juvenil                 | Isa Silveira Leal                                      | Glorinha                                                                  |
| Personalidade Literária do Ano | Sérgio Milliet                                         | Sérgio Milliet                                                            |
| Poesia                         | José Paulo Moreira da Fonseca                          | Três Livros                                                               |
| Romance                        | Jorge Amado                                            | Gabriela, Cravo e Canela                                                  |